# Leucophyllum hintoniorum
Leucophyllum hintoniorum là một loài thực vật có hoa trong họ Huyền sâm. Loài này được G.L. Nesom mô tả khoa học đầu tiên năm 1991.